# Houlin Zhao

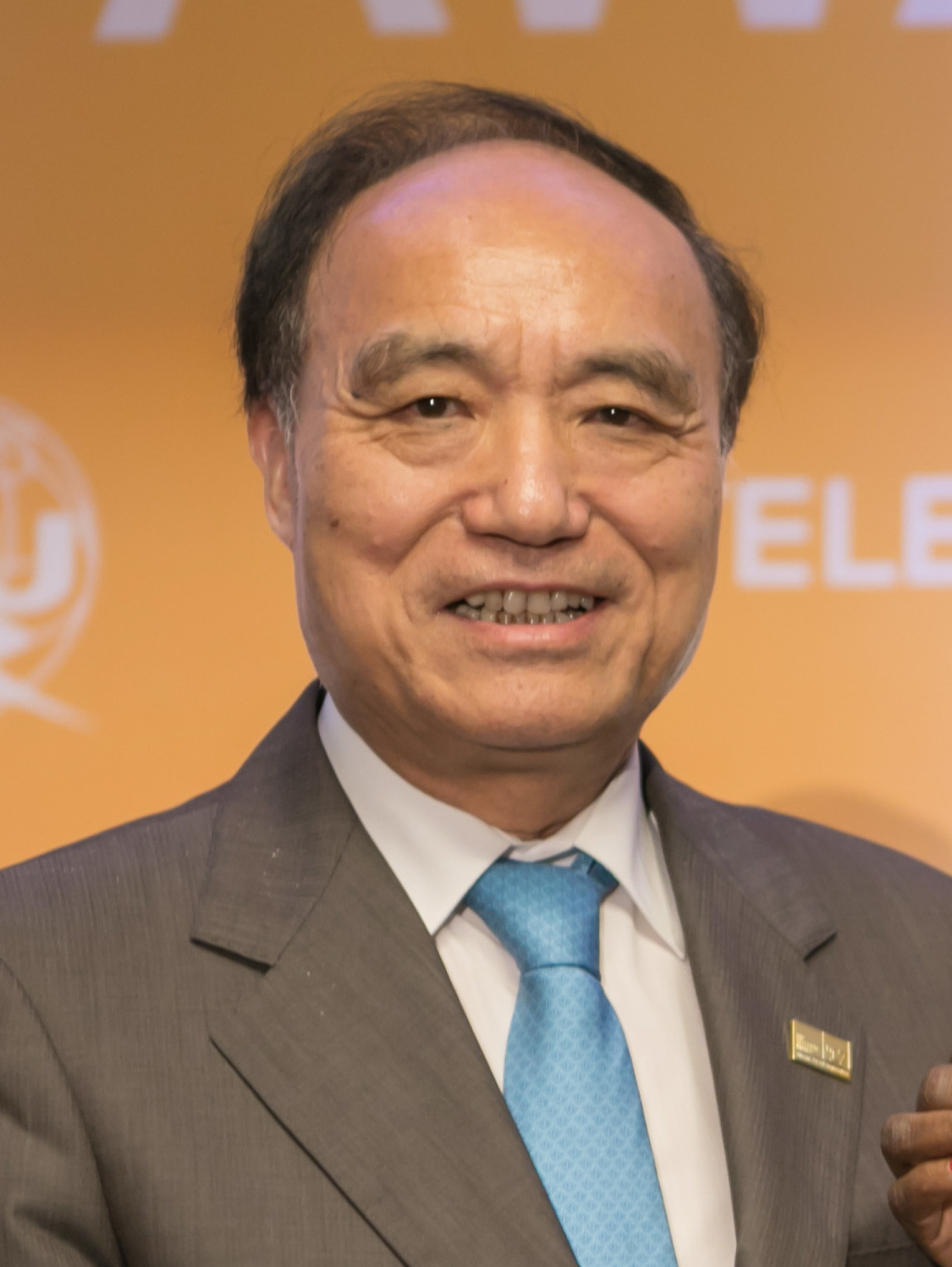
Houlin Zhao (2017)

Houlin Zhao (chinesisch 赵厚麟, Pinyin Zhào Hòulín; * 1950) ist ein chinesischer Telekommunikations-Ingenieur. Vom 1. Januar 2015 bis zum 31. Dezember 2022 war er der Generalsekretär der Internationalen Fernmeldeunion (ITU).

## Leben
Zhao war als Ingenieur im Design-Institut des chinesischen Ministeriums für Post und Telekommunikation tätig und nahm an den Expertentreffen seines Landes zu Telekommunikationsstandards und nationalen Plänen sowie an der technischen Studiengruppe der ITU als chinesischer Delegierter teil. Er trug Artikel zu chinesischen technischen Publikationen bei und wurde 1985 vom Ministerium für Post und Telekommunikation für seine Leistungen in Wissenschaft und Technologie ausgezeichnet.
Von 1986 bis 1992 war Zhao leitender Angestellter im Beratenden Ausschuss für Telegraphie und Telefonie (CCITT) und von 1993 bis 1998 im ITU-Büro für Telekommunikationsstandardisierung (TSB).
Zhao wurde 1998 zum Direktor des ITU Telecommunication Standardization Bureau in Minneapolis, USA, gewählt und 2002 für eine zweite Amtszeit in Marrakesch, Marokko, wiedergewählt. Während dieser Zeit leitete er konsensbasierte Diskussionen zwischen ITU, der Internationalen Organisation für Normung (ISO) und der Internationalen Elektrotechnischen Kommission (IEC) zur Entwicklung und Veröffentlichung von „gemeinsamen Begriffen“ zu „technisch ausgerichteten Texten“ von Normen dieser Organisationen zur Harmonisierung von politischen Konzepten für Rechte an geistigem Eigentum. Dies führte zur Annahme einer gemeinsamen Patentpolitik für ITU/ISO/IEC, die noch heute verwendet wird. Während seiner Amtszeit leitete er auch die Einführung neuer Effizienzmaßnahmen, um das ITU-Umfeld für die Normung zu verbessern und seine Förderung zu verstärken. Er wurde auf der ITU-Konferenz der Regierungsbevollmächtigten 2014 zum Generalsekretär der Internationalen Fernmeldeunion (ITU) gewählt. Am 1. November 2018 wurde er von der Vollversammlung in Dubai für eine zweite vierjährige Amtszeit bestätigt. Am 1. Januar 2023 wurde er von der US-Amerikanerin Doreen Bogdan-Martin abgelöst.

## Ehrungen
2014 wurde ihm die Ehrenbürgerschaft von Busan verliehen.

## Sonstige Aktivitäten
Houlin Zhao ist Mitglied im Netzwerk International Gender Champions (IGC), das sich für Geschlechtergerechtigkeit auch in internationalen Organisationen einsetzt.

## Privatleben
Zhao ist verheiratet und hat einen Sohn.